# Districtul Bougaa
Bougaa este un district din provincia Sétif, Algeria.